# Аксу (каньон)
Аксу — каньон в Туркестанской области Казахстана. Находится в Аксу-Джабаглинском заповеднике, основанном в 1926 году в горах Западного Тянь-Шаня. По дну протекает одноимённая река.
Каньон принято считать одним из самых больших и глубоких каньонов в Средней Азии. Глубина колеблется от 300 до 500 метров, расстояние между верхними краями составляет около 800 метров, а протяжённость — более 30 километров. Спуск в каньон довольно опасен и труднодоступен, а крутые берега реки на многих участках делают его непроходимым. Благодаря хорошей прогреваемости горная река создает влажность. В каньоне преобладает свой микроклимат. Русло реки обрело белый цвет за счет известкового состава воды. Протяжённость примерно 30 км.

## Флора
В каньоне можно встретить хвощи, папоротники и реликтовые растения давно минувших эпох.